# Karel Alexander van Croÿ

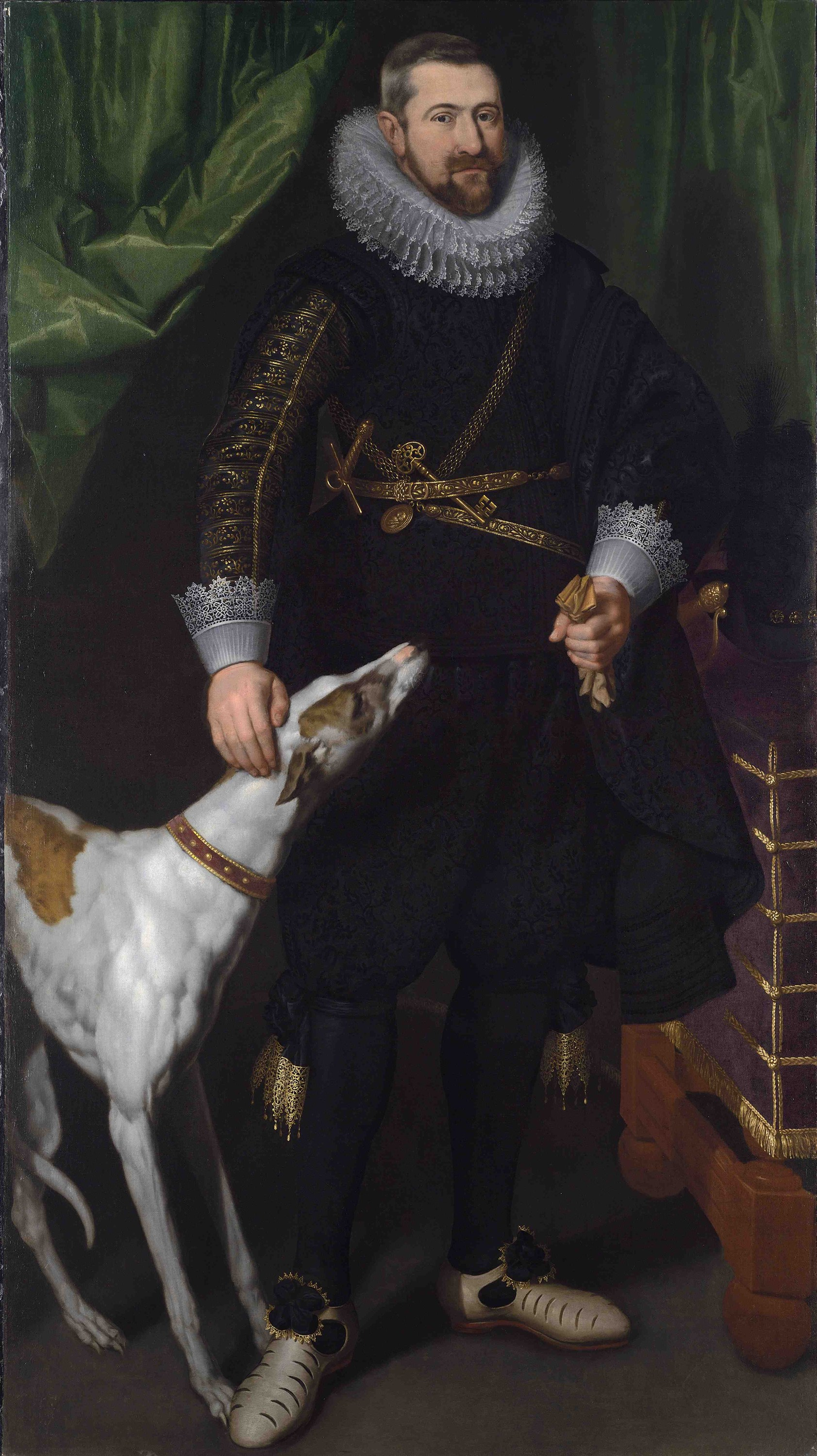
Anoniem portret, ca. 1610

Karel Alexander van Croÿ (rond 1574 – Brussel, 10 november 1624) was een Zuid-Nederlands veldheer uit het huis Croÿ.
Hij was de zoon van Karel Filips van Croÿ en Diane de Dommartin. Zolang zijn vader leefde, droeg hij de hoffelijkheidstitel graaf van Fontenoy. Nadien erfde hij de titel markies van Havré en de bijbehorende heerlijkheid. Van Karel III van Croÿ erfde hij de titel hertog van Croÿ.

## Carrière
Karel Alexander bouwde, zoals gebruikelijk in de familie, een militaire en administratieve carrière uit in dienst van het huis Habsburg. Zo was hij al aanwezig op de slag bij Nieuwpoort (1600). Wanneer de Spaanse troepen aan het muiten sloegen omdat hun soldij niet werd uitbetaald, werd hij in Roermond vrijwillig gijzelaar van de muiters. Zijn laatste wapenfeit was de Slag op de Witte Berg (1620), waar hij aan deelnam als erfelijk maarschalk van het Heilige Roomse Rijk.

## Huwelijken en dood
Karel Alexander van Croÿ was een eerste keer getrouwd met Yolande de Ligne (1585-1611), de oudste dochter van Lamoraal de Ligne. Samen hadden zij een dochter, Maria Clara van Croÿ. Na de dood van Yolande de Ligne hertrouwde Karel Alexander met Geneviève de Lascaris d'Urfé (1597-1656). Deze dame was befaamd om haar schoonheid en berucht om haar liaisons.
Op 9 november 1624 werd Karel Alexander met een pistoolschot in zijn Brussels paleis vermoord, wellicht als wraak door een page die hij had beledigd. Hovelingen verspreidden het gerucht dat de weduwe en haar vermeende minnaar Spinola achter de aanslag zaten. Een onschuldig man werd op grond van deze beschuldigingen opgesloten. Pas 32 jaar later zou de ware schuldige de moord opbiechten.
Karel Alexander ligt begraven in de Kapellekerk te Brussel, onder een mooi grafmonument van Andries de Nole.

## Nalatenschap
De titel hertog van Croÿ ging bij zijn dood naar zijn broer Ernest van Croÿ.
Zijn dochter Maria Clara van Croÿ (1605-1664) trouwde achtereenvolgens met twee broers uit de familietak Croÿ-Solre, om zo de bezittingen in de familie te houden. In tegenstelling tot de titel hertog van Croÿ kon de heerlijkheid Havré immers wel in vrouwelijke lijn worden doorgegeven. De tweede lijn Croÿ-Havré komt hieruit voort.

## Memoires
Karel Alexander is de auteur van oorlogsmemoires, die een beeld geven van de oorlogvoering begin zeventiende eeuw en van de organisatie van de muiters van de Unie van Hoogstraten waartussen hij 11 maanden verbleef.

## Voorouders
| Voorouders van Karel Alexander van Croÿ | Voorouders van Karel Alexander van Croÿ                               | Voorouders van Karel Alexander van Croÿ                               | Voorouders van Karel Alexander van Croÿ                                       | Voorouders van Karel Alexander van Croÿ                                       | Voorouders van Karel Alexander van Croÿ                                     | Voorouders van Karel Alexander van Croÿ                                     | Voorouders van Karel Alexander van Croÿ                                     | Voorouders van Karel Alexander van Croÿ                                     |
| --------------------------------------- | --------------------------------------------------------------------- | --------------------------------------------------------------------- | ----------------------------------------------------------------------------- | ----------------------------------------------------------------------------- | --------------------------------------------------------------------------- | --------------------------------------------------------------------------- | --------------------------------------------------------------------------- | --------------------------------------------------------------------------- |
| Overgrootouders                         | Hendrik van Croÿ (1456-1516) ∞ Charlotte de Chateaubriand (1465-1509) | Hendrik van Croÿ (1456-1516) ∞ Charlotte de Chateaubriand (1465-1509) | Anton van Lotharingen (1498-1544) ∞ Renée van Bourbon-Montpensier (1494-1539) | Anton van Lotharingen (1498-1544) ∞ Renée van Bourbon-Montpensier (1494-1539) | Guillaume de Dompmartin ∞ Anne de Neufchâtel                                | Guillaume de Dompmartin ∞ Anne de Neufchâtel                                | Jan van de Mark Arenberg (1495-1560) ∞ Helene de Bissipat (1500-1550)       | Jan van de Mark Arenberg (1495-1560) ∞ Helene de Bissipat (1500-1550)       |
| Grootouders                             | Filips II van Croÿ (1496-1549) ∞ Anna van Lotharingen (1522-1568)     | Filips II van Croÿ (1496-1549) ∞ Anna van Lotharingen (1522-1568)     | Filips II van Croÿ (1496-1549) ∞ Anna van Lotharingen (1522-1568)             | Filips II van Croÿ (1496-1549) ∞ Anna van Lotharingen (1522-1568)             | Louis de Dompmartin (1520-1554) ∞ Philippa van de Mark Arenberg (1520-1560) | Louis de Dompmartin (1520-1554) ∞ Philippa van de Mark Arenberg (1520-1560) | Louis de Dompmartin (1520-1554) ∞ Philippa van de Mark Arenberg (1520-1560) | Louis de Dompmartin (1520-1554) ∞ Philippa van de Mark Arenberg (1520-1560) |
| Ouders                                  | Karel Filips van Croÿ (1549-1613) ∞ Dianne de Dompmartin (1552-1625)  | Karel Filips van Croÿ (1549-1613) ∞ Dianne de Dompmartin (1552-1625)  | Karel Filips van Croÿ (1549-1613) ∞ Dianne de Dompmartin (1552-1625)          | Karel Filips van Croÿ (1549-1613) ∞ Dianne de Dompmartin (1552-1625)          | Karel Filips van Croÿ (1549-1613) ∞ Dianne de Dompmartin (1552-1625)        | Karel Filips van Croÿ (1549-1613) ∞ Dianne de Dompmartin (1552-1625)        | Karel Filips van Croÿ (1549-1613) ∞ Dianne de Dompmartin (1552-1625)        | Karel Filips van Croÿ (1549-1613) ∞ Dianne de Dompmartin (1552-1625)        |
| Karel Alexander van Croÿ (1581-1624)    |                                                                       |                                                                       |                                                                               |                                                                               |                                                                             |                                                                             |                                                                             |                                                                             |